# 副交感神経系

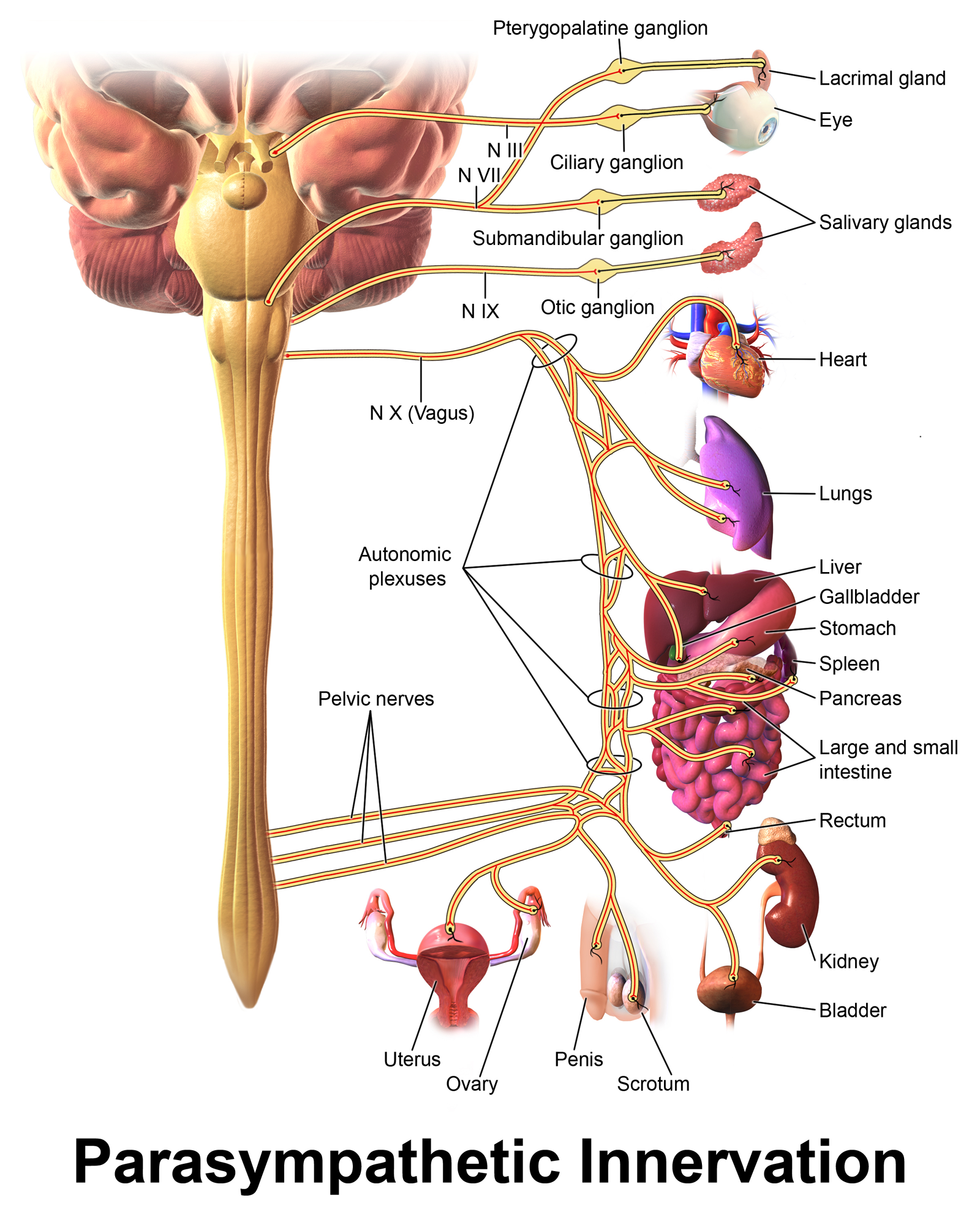
副交感神経系の分布

副交感神経系（ふくこうかんしんけいけい、英語: Parasympathetic nervous system, PNS、ラテン語: Pars parasympathica divisionis）は、自律神経系の一部を構成する神経系である。コリン作動性により、交感神経系と対称的存在であり、心身を鎮静状態に導く。

## 概要
副交感神経は遠心性の自律神経であり、臓器近傍あるいは臓器内に存在する神経節を隔てて大きく節前線維と節後線維に分けられる。節前線維・節後線維ともに末端部から神経伝達物質としてアセチルコリンを放出することからコリン作動性神経と呼ばれる。
リラクセーション法を行うことで副交感神経が優位に保たれることがある。

## 機構
- 神経伝達物質
  - アセチルコリン
- 受容体（アセチルコリン受容体）
  - ムスカリン性アセチルコリン受容体（ムスカリン受容体とも呼ばれる）
    - M1受容体
    - M2受容体
    - M3受容体
    - M4受容体
    - M5受容体

  - ニコチン性アセチルコリン受容体（ニコチン受容体とも呼ばれる）
    - NM（筋肉型）受容体
    - NN（末梢神経型）受容体
    - CNS（中枢神経型）受容体

### アセチルコリンの再利用
シナプス間隙に放出されたアセチルコリンの一部はコリンエステラーゼによりコリンと酢酸に加水分解される。コリンは前シナプスに取り込まれた後、神経終末部に存在するコリンアセチルトランスフェラーゼによりアセチルCoAを基質としてアセチルコリンへ再合成される。その後アセチルコリンは前シナプス中の顆粒に取り込まれ、再びシナプス間隙へ放出される。

## 臓器に対する効果
- 眼（T1〜T2）
  - 瞳孔→収縮
  - 毛様体筋→収縮
- 涙腺（T1〜T3）→分泌
- 鼻腔腺→分泌
- 唾液腺（T1〜T2）→漿液性の液を分泌
- 心臓（T1〜T5）→血圧↓、心拍数↓、心収縮力↓、電気的興奮性↓、房室結節伝導時間延長（ブロック）
- 血管（いくつかの外分泌腺の血管、いくつかの外性器の血管）→拡張（一過性）
- 冠状動脈→収縮
- 気道・肺（T2〜T7）
  - 気管支→気管支平滑筋収縮
  - 気管支腺→分泌
- 肝臓（T5〜T10）→グリコーゲン合成
- 胃腸管（T6〜L1）
  - 胃→平滑筋収縮、括約筋弛緩、胃活動↓、蠕動運動↑、胃液分泌↑
  - 腸管→平滑筋収縮
- 膵臓（T6〜T10）→膵液分泌↑、インスリン分泌↑
- 腸
  - 小腸→運動↑、括約筋弛緩、腸液分泌↑
  - 直腸（S2〜S4）→平滑筋収縮、括約筋弛緩
- 胆嚢・胆管→収縮
- 生殖器（S2〜S4）→勃起
- 膀胱（S2〜S4）→膀胱三角弛緩、括約筋弛緩、排尿筋収縮
- 骨格筋動脈→拡張
- 血管（骨格筋内）→収縮
- 一部血管→拡張